# Kayseri (prowincja)
Prowincja Kayseri (tur. Kayseri ili) – jednostka administracyjna w Turcji, położona w Kapadocji (Region Centralna Anatolia – İç Anadolu Bölgesi).

## Dystrykty

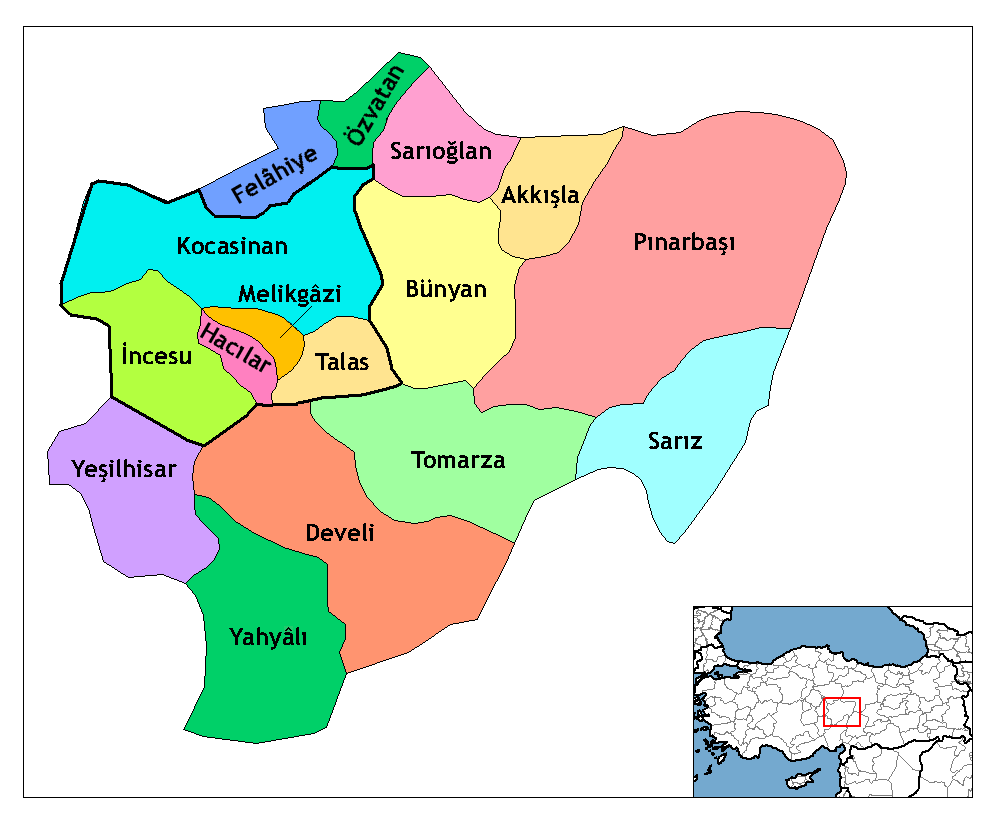
Dystrykty w prowincji Kayseri

Prowincja Kayseri dzieli się na szesnaście dystryktów:
| - Akkışla - Bünyan - Develi - Felahiye - Hacılar (Kayseri) - İncesu (Kayseri) - Kocasinan (Kayseri) - Melikgazi (Kayseri) | - Özvatan - Pınarbaşı - Sarıoğlan - Sarız - Talas (Kayseri) - Tomarza - Yahyalı - Yeşilhisar |